# Kvistbro kyrka
Kvistbro kyrka är en kyrkobyggnad i Strängnäs stift som tillhör Knista församling i Lekebergs kommun, Närke. Kyrkan ligger på en höjd ovanför Svartån i Kvistbro kyrkby nära gränsen till Edsbergs socken.

## Kyrkobyggnaden
Kvistbro kyrka är en rödmålad, knuttimmrad, spånklädd, rektangulär träbyggnad med avskurna hörn och fristående klockstapel. Vid korets norra sida finns en sakristia av sten som har hört till en tidigare träkyrka. Långhuset har ett brant valmat sadeltak medan övriga byggnadsdelar har vanliga sadeltak. Samtliga tak är täckta med träspån.

## Historik
En liten träkyrka fanns redan under medeltiden på den plats där den nuvarande står. 1637 kom en uppmaning från biskopen i Strängnäs att det skulle byggas en ny kyrka. Den gamla kyrkan revs och den nya stod klar 1662. Under 1900-talet genomgick kyrkan flera restaureringar som återgav den dess ursprungliga karaktär, såväl exteriört som interiört. Under 1890-talet vitmålades kyrkans spånklädsel, som nu återigen är röd.

## Klockstapeln
Klockstapeln anses vara från samma tid som kyrkan. Den har två klockor, den ena från 1531 och den andra 1660. En av klockorna göts om 1840.

## Inventarier

### Altaruppsats och predikstol
Altaruppsatsen och predikstolen i barock tillverkades 1689.

### Altartavlan
Den ursprungliga altartavlan var runt fönstret på korets östra vägg. Tavlan övre del avbildades Jesus på förklaringsberget och under den Nattvardens instiftande. Apostlarna Petrus och Johannes avbildades på sidorna. Fönstret igensattes dock med tiden och 1801 tillkom den nuvarande altartavlan "Jesus i Getsemane" som målades av L.E. Lund. Denna hänger på kyrkans norra vägg.
Vid en renovering i mitten på 1950-talet sattes glasmålningen "Jesus på korset" upp över altaret.

### Brudkronan
Kyrkan har två brudkronor, varav den ena är av förgyllt silver prydd med halvädelstenar. Den andra är helt i silver.

### Dopfunt
Kyrkan har två dopfunter varav den äldsta är av trä och skänktes 1840 av en lokal snickare. Den andra dopfunten är av kalksten.

### Orgel
- 1856 bygger A G Nygren, Stockholm en orgel med 6 stämmor.
- 1912 bygger E A Setterquist & Son, Örebro en orgel med 12 stämmor.
- De nuvarande orgeln är byggd 1955 av E A Setterquist & Son, Örebro. Orgeln är pneumatisk.

| Manual I            | Manual II           | Pedal         | Koppel |
| Borduna 16´         | Basetthorn 8´       | Kontrabas 16´ | I/P    |
| Principal 8´        | Rörflöjt 8´         | Subbas 16´    | II/P   |
| Flûte Harmonique 8´ | Salicional 8´       | Oktavbas 8´   | II/I   |
| Gedackt 8´          | Voix Celeste 8'     | Koralbas 4´   |        |
| Gamba 8'            | Principal 4'        |               |        |
| Oktava 4'           | Flöjt 4'            |               |        |
| Kvinta 2 2/3'       | Nasard 2 2/3'       |               |        |
| Oktava 2'           | Waldflöjt 2'        |               |        |
| Mixtur 3-4 chor     | Ters 1 3/5'         |               |        |
| Trumpet 8'          | Sesquialtera 2 chor |               |        |

- 1989 installerades en kororgel på sex stämmor från Walter Thür Orgelbyggen AB, Torshälla. Orgeln är mekanisk.

| Manual        | Pedal      | Koppel   |  |
| Gedackt 8’    | Subbas 16’ | Man/Ped. |  |
| Principal 4’  |            |          |  |
| Hålflöjt 4’   |            |          |  |
| Waldflöjt 2’  |            |          |  |
| Mixtur 2 chor |            |          |  |
| Tremulant     |            |          |  |

### Webbkällor
- byggnadspresentation
- Knista församling informerar